# Plaça Mercadal (el Pont de Suert)
La Plaça Mercadal és una obra del Pont de Suert (Alta Ribagorça) inclosa a l'Inventari del Patrimoni Arquitectònic de Catalunya.

## Descripció
Plaça eixamplament de l'antic barri vell, amb dos laterals porticats formant per arcades de diferents tipus i dimensions i ràfecs d'imposta.
Els edificis tenen dues o tres plantes d'alçària amb cobertes vessants sobre la plaça. Són botigues, hostals, quadres, correus i telègraf, a la planta baixa, i habitatges a les superiors.
Les cases de la vora del riu tenen baixos i cellers.
El paviment és una solera de formigó dolenta i sense cap tractament.
Està presidida per la Casa Cotorí, actualment convertida en hotel.

## Història
El 1860 és la data del rellotge de sol.
Hi ha mercat els diumenges.